# 張鵬 (嘉靖癸未進士)
张鹏（1498年—？年），字伯化，直隶涿鹿左卫人。明朝政治人物。

## 生平
治《書經》，正德八年（1513年）順天府鄉試第一百三十三名舉人，年二十六歲中式嘉靖二年（1523年）癸未科會試第一百六十二名，第三甲第二百二十九名進士。授太原府推官。

## 家族
曾祖张礼。祖父张敬。父张玉。母野氏。严侍下。